# Симпсоны (сезон 30)
Тридцатый сезон мультсериала «Симпсоны» транслировался на телеканале Fox с 30 сентября 2018 года по 12 мая 2019 года. Сериал получил заказ на 30-й сезон 4 ноября 2016 года.
Для сцены на диване эпизода «My Way or the Highway to Heaven» герои «Закусочной Боба» собрались вместе с Симпсонами.
В сезоне были представлены выступления гостей Галь Гадот («Bart’s Not Dead»), Ру Пол («Werking Mom»), Билли Айкнера («Krusty the Clown»), Пэтти Люпон («The Girl on the Bus») и др.
Также:
- была сатира на шоу «The Amazing Race», где Мардж и Гомер — пара участников, которая упорно борется за победу, но сразу проигрывает («Heartbreak Hotel»)[5];
- Эл Джин написал эпизод «Daddicus Finch», где Лиза смотрит фильм «Убить пересмешника» (англ. «To Kill a Mockingbird») и начинает видеть в Гомере кое-что от Грегори Пека и действительно восхищается им[6];
- была показана предыстория деда Симпсона, где он осознаёт, что был моделью для игрушечных солдатиков («Mad About the Toy»)[6];
- Лиза нашла новую лучшую подругу и попыталась жить двойной жизнью, деля своё время между своей семьёй и новой, более культурной семьёй («The Girl on the Bus»), а также влюбилась в Канаду, при этом всячески выражая любовь к США в ненормальном политическом климате («D’oh Canada»)[7]
- Гомер просматривал общий с Мардж сериал типа «Очень странные дела» без своей жены, что рассердило её и напрягло отношения («I’m Dancing as Fat as I Can»)[8];
- в эпизоде «101 Mitigations» продавец комиксов подал в суд на Гомера за угон его машины с целью покататься на ней, при этом Гильермо Дель Торо был приглашённой звездой в роли самого себя[9][10].

В феврале 2019 года сценаристка Стефани Гиллис получила премию Гильдии сценаристов США в области анимации 2018 года за премьерную серию сезона «Bart’s Not Dead».
Тридцатый сезон выиграл премию «Эмми». Серия «Mad About the Toy» победила в номинации «Выдающиеся анимационные сериалы» в 2019 году. Это первая полученная мультсериалом награда «Эмми» за 11 лет с серии «Eternal Moonshine of the Simpson Mind». Кроме того, Хэнк Азариа был номинирован за «Лучшее озвучивание персонажа» в серии «From Russia Without Love», но проиграл Сету Макфарлейну за его выступления в серии «Con Heiress» мультсериала «Гриффины».

## Список серий
| № общий | № в сезоне | Название                                                                                   | Режиссёр           | Автор сценария                                                   | Дата премьеры    | Произв. код | Зрители в США (млн) |
| --- | ---------- | ------------------------------------------------------------------------------------------ | ------------------ | ---------------------------------------------------------------- | ---------------- | ----------- | ------------------- |
| 640 | 1          | «Барт не умер» «Bart’s Not Dead»                                                           | Боб Андерсон       | Стефани Гиллис                                                   | 30 сентября 2018 | XABF19      | 3,24                |
| Барт попадает в больницу и получает сотрясение мозга. Чтобы покрыть себя и Гомера, он притворяется, что был в раю и встретил Иисуса. Продюсеры христианского кино предлагают снять фильм по мотивам рассказа мальчика, на что Гомер соглашается. Однако Барт не может справиться с чувством вины и говорит правду Мардж после окончания съёмок фильма. Приглашённые звёзды: Дэйв Аттелл в роли Люка, Пит Холмс в роли Мэттью, Галь Гадот и Эмили Дешанель в роли самих себя, Джонатан Грофф – исполнитель роли Барта в фильме «Барт не умер» |            |                                                                                            |                    |                                                                  |                  |             |                     |
| 641 | 2          | «Отель разбитых сердец» «Heartbreak Hotel»                                                 | Стивен Дин Мур     | Мэтт Сэлман и Рене Риджли                                        | 7 октября 2018   | XABF15      | 4,60                |
| Брак Мардж и Гомера поддаётся проверке, когда они отправляются на тропический остров соревноваться за миллион долларов, участвуя в любимом реалити-шоу Мардж. Приглашённые звёзды: Рис Дарби в роли Тега Такерберга, Джордж Сигал в роли Ника, Рене Риджли в роли Хани |            |                                                                                            |                    |                                                                  |                  |             |                     |
| 642 | 3          | «Мой путь или шоссе в небо» «My Way or the Highway to Heaven»                              | Роб Оливер         | Деб Лакуста, Дэн Кастелланета и Винс Уолдрон                     | 14 октября 2018  | XABF17      | 2,52                |
| Бог и Святой Пётр размышляют о том, кто именно из людей заслуживает попасть на небеса, в то время, как жители Спрингфилда рассказывают о религиозных разногласиях христиан, атеистов и буддистов… Приглашённые звёзды: Гарри Джон Бенджамин, Дэн Минц, Евгений Мирман, Джон Робертс и Кристен Шаал в роли Боба, Тины, Джина, Линды и Луизы Белчер соответственно (сцена на диване); Джон Ловиц и Трейси Морган в роли самих себя |            |                                                                                            |                    |                                                                  |                  |             |                     |
| 643 | 4          | «Домик ужасов на дереве XXIX» «Treehouse of Horror XXIX»                                   | Мэттью Фонан       | Джоэль Х. Коэн                                                   | 21 октября 2018  | XABF16      | 2,95                |
| «Intrusion of the Pod-Y Switchers» (с англ. — «Вторжение похитителей Pod-тел») — Спрингфилд переполнен растениями-похитителями тел из-за того, что жители "загипнотизированы" своими телефонами… «Multiplisa-ty» (с англ. — «Многолиза») — У Лизы проявляется диссоциативное расстройство идентичности, и она желает убить Барта. «Geriartric Park» (с англ. — «Парк пенсионного периода») — Мистер Бёрнс открывает дом престарелых с некоторыми обновлениями юрского периода, включающие ввод всем пенсионерам ДНК динозавров. Приглашённые звёзды: Кевин Майкл Ричардсон в роли Ктулху                                                                |            |                                                                                            |                    |                                                                  |                  |             |                     |
| 644 | 5          | «Малыш, ты не можешь вести мой автомобиль» «Baby You Can’t Drive My Car»                   | Тимоти Бэйли       | Роб ЛаЗебник                                                     | 4 ноября 2018    | XABF18      | 5,08                |
| Стартап, специализирующийся на беспилотных автомобилях, приезжает в Спрингфилд. Эта компания принимает на работу уволенного со Спрингфилдской АЭС Гомера, за которым следуют все работники станции со своей весёлой атмосферой, но лучшей рабочей средой… Приглашённые звёзды: Трейси Морган в роли водителя грузовика |            |                                                                                            |                    |                                                                  |                  |             |                     |
| 645 | 6          | «Из России без любви» «From Russia Without Love»                                           | Мэттью Настук      | Майкл Феррис                                                     | 11 ноября 2018   | XABF20      | 2,35                |
| Устраивая жестокие розыгрыши, Барт, Нельсон и Милхаус достают для Мо русскую невесту, заказанную в тёмной сети. Приглашённые звёзды: Джон Ловитц в роли виртуальных Мотыги и выдры Раздражённой, Ксения Соло в роли Анастасии Алековой |            |                                                                                            |                    |                                                                  |                  |             |                     |
| 646 | 7          | «Работающая мама» «Werking Mom»                                                            | Майк Фрэнк Полчино | Кэролин Омайн и Робин Сейерс                                     | 18 ноября 2018   | XABF21      | 4,34                |
| Мардж неудачно начинает продавать пластиковые контейнеры для хранения пищи. Её друг Хулио делает ей макияж, чтобы увеличить её уверенность и заработать больше денег. Она становится успешной, не осознавая, что все думают, что она дрэг-квин. Между тем Лиза, как Амели, делает мелочи, чтобы осчастливить людей. Приглашённые звёзды: Скотт Томпсон в роли Грэйди, Ру Пол в роли Королевы Шанти, Raja в роли самого себя |            |                                                                                            |                    |                                                                  |                  |             |                     |
| 647 | 8          | «Красти — клоун» «Krusty the Clown»                                                        | Мэттью Фонан       | Райан Кох                                                        | 25 ноября 2018   | XABF22      | 2,11                |
| Гомер находит своё предназначение телевизионного сценариста, но его жёсткая градация вызывает драку с Красти. Последний, после того, как чуть не убил Гомера, скрывается в настоящем цирке и становится настоящим цирковым клоуном. Несмотря на то, что зрители ненавидят его за то, что они ненавидят телевизионных клоунов, Красти находит своё счастье. Тем временем Лиза сталкивается с новым редактором «Ежедневного четвероклассника», Билли. Приглашённые звёзды: Билли Айкнер в роли Билли, Питер Серафинович в роли главного исполнительного директора корпорации Google-Disney                                                                |            |                                                                                            |                    |                                                                  |                  |             |                     |
| 648 | 9          | «Паппикус Финч» «Daddicus Finch»                                                           | Стивен Дин Мур     | Эл Джин                                                          | 2 декабря 2018   | YABF01      | 4,33                |
| Лиза смотрит фильм «Убить пересмешника» (англ. «To Kill a Mockingbird») и начинает видеть в Гомере кое-что от Грегори Пека и действительно восхищается им. Их связь усиливается, когда они начинают проводить вместе время с пользой, что заставляет Барта завидовать и чувствовать себя пренебрегаемым. Из-за этого Мардж пытается помочь Гомеру сбалансировать своё внимание между детьми. Приглашённые звёзды: Джей Кей Симмонс в роли доктора Джессупа; Джон Ловитц в роли Ллевеллин Синклер и раввина; Грегори Пек, Мэри Бэдэм, Филлип Элфорд и Джон Мегна в роли Аттикуса, Джин Луизы, Джима Финч и Дилла Харриса соответственно (архивные кадры) |            |                                                                                            |                    |                                                                  |                  |             |                     |
| 649 | 10         | «Это — тридцатый сезон» «’Tis the 30th Season»                                             | Лэнс Крамер        | Сюжет : Джефф Вестбрук Телесценарий : Джоэль Х. Коэн, Джон Фринк | 9 декабря 2018   | YABF02      | 7,53                |
| После неудачного шопинга в Чёрную пятницу Мардж настроена решительно отметить Рождество. Однако Гомер и дети удивляют её отпуском на курорте Флориды. Приглашённые звёзды: Джейн Линч в роли Джини |            |                                                                                            |                    |                                                                  |                  |             |                     |
| 650 | 11         | «Быть без ума от игрушки» «Mad About the Toy»                                              | Роб Оливер         | Майкл Прайс                                                      | 6 января 2019    | YABF03      | 2,33                |
| Мардж и Гомер оставляют дедушку Симпсона присматривать за детьми. После того, как Барт в подвале находит игрушечных солдатиков, у дедушки вызывается посттравматическое стрессовое расстройство. Окунаясь в прошлое, он начинает вспоминать о фотографиях, сделанными с него в 1940-х годах, когда он был послевоенной моделью для этих солдатиков. Когда Эйб понял, что мог разрушить жизнь фотографа Филиппа Хеффлина после непреднамеренной потери его работы, вместе с семьёй Эйб навещает его. Приглашённые звёзды: Брайан Ботт в роли Филиппа, Лоуренс О’Доннелл и Билл Де Блазио в роли самих себя                                               |            |                                                                                            |                    |                                                                  |                  |             |                     |
| 651 | 12         | «Девочка в автобусе» «The Girl on the Bus»                                                 | Крис Клементс      | Джоэль Х. Коэн                                                   | 13 января 2019   | YABF04      | 8,2                 |
| Когда Лиза замечает новую лучшую подругу Сэм из окна автобуса, она чувствует, какой может быть жизнь в другой, более культурной семье. Лиза начинает пытаться жить двойной жизнью, деля своё время между своей семьёй и семьёй своей подружки… Приглашённые звёзды: Пэтти Люпон в роли Шерил Монро, матери Сэм; Терри Гросс в роли самой себя |            |                                                                                            |                    |                                                                  |                  |             |                     |
| 652 | 13         | «Я танцую так жирно, как могу» «I’m Dancing as Fat as I Can»                               | Мэттью Настук      | Джейн Беккер                                                     | 10 февраля 2019  | YABF06      | 1,75                |
| Гомер старается не смотреть общий с Мардж сериал, но ему интересно, поскольку его жена смотрит сериалы, когда его нет. Гомер просмотрел общий с Мардж сериал (типа «Очень странные дела»), что сердит её, и напрягло отношения. Чтобы исправиться, Гомер должен овладеть искусством танца… Тем временем Барт готовится соревноваться в «Праздничном топтании Красти» за корзину, полную товаров Красти. Приглашённые звёзды: Тэд Сарандос в роли самого себя |            |                                                                                            |                    |                                                                  |                  |             |                     |
| 653 | 14         | «Клоун остаётся на картинке» «The Clown Stays in the Picture»                              | Тимоти Бэйли       | Мэтт Сэлман                                                      | 17 февраля 2019  | YABF05      | 2,75                |
| Красти раскрывает нерассказанную историю своего прошлого в своём фильме «Космические пески». Барт и Лиза узнают о первых годах отношений своих родителей, когда те работали в качестве помощников по фильму. Приглашённые звёзды: Марк Марон в роли самого себя |            |                                                                                            |                    |                                                                  |                  |             |                     |
| 654 | 15         | «101 смягчение» «101 Mitigations»                                                          | Марк Киркленд      | Сюжет : Роб ЛаЗебник Телесценарий : Брайан Келли, Дэн Веббер     | 3 марта 2019     | YABF07      | 2,25                |
| Продавец комиксов подаёт в суд на Гомера за угон его машины с целью покататься на ней. Последний должен либо доказать свою невиновность в суде с помощью видео для смягчения обстоятельств, либо примириться с обманутым ботаном. Приглашённые звёзды: Гильермо Дель Торо в роли самого себя |            |                                                                                            |                    |                                                                  |                  |             |                     |
| 655 | 16         | «Я хочу тебя (она такая тяжелая)» «I Want You (She’s So Heavy)»                            | Стивен Дин Мур     | Джефф Вестбрук                                                   | 10 марта 2019    | YABF08      | 2,21                |
| Когда романтическая ночь заканчивается травмами, Мардж восстанавливается, занимаясь кайтсёрфингом, а Гомер связывается с галлюцинированной грыжей… Лиза пытается исправить напряжённые отношения своих родителей. Приглашённые звёзды: Уоллес Шон в роли Уоллеса Грыжи |            |                                                                                            |                    |                                                                  |                  |             |                     |
| 656 | 17         | «Мой киберспорт» «E My Sports»                                                             | Роб Оливер         | Роб ЛаЗебник                                                     | 17 марта 2019    | YABF09      | 2.08                |
| После того, как Гомер приобрёл сыну новый игровой компьютер, Барт начинает добиваться успехов в соревнованиях по киберспорту. Когда у команды Барта есть шанс выиграть в игровом турнире в Сеуле, Гомер обнаруживает страсть к его тренировке. Лиза пытается вернуть Гомера к реальности, но план вызывает хаос… Приглашённые звёзды: Наташа Лионн в роли Софи, Кен Джонг в роли корейскоих монахов, Дэвид Терли в роли комментатора состязаний |            |                                                                                            |                    |                                                                  |                  |             |                     |
| 657 | 18         | «Барт против Щекотки и Царапки» «Bart vs. Itchy & Scratchy»                                | Крис Клементс      | Меган Амрам                                                      | 24 марта 2019    | YABF10      | 1,99                |
| Красти выпускает полностью женскую перезагрузку «Шоу Щекотки и Царапки», такую, что Барт и его команда из всех друзей-мальчишек решили бойкотировать шоу. После того, как его друзья начинают смеяться над перезагрузкой, Барт присоединяется к группе шестиклассниц, которые совершают преступления против патриархата. Приглашённые звёзды: Аквафина в роли Кармен, Николь Байер в роли Эрики, Челси Перетти в роли Пайпер |            |                                                                                            |                    |                                                                  |                  |             |                     |
| 658 | 19         | «Девочка в группе» «Girl’s in the Band»                                                    | Дженнифер Мёллер   | Нэнси Картрайт                                                   | 31 марта 2019    | YABF11      | 2,07                |
| Лиза разыскивается директором Столичной филармонии, Виктором Клесковым, к ужасу учителя её группы. Гомер работает на станции в дополнительные смены, чтобы девочка могла играть, что напрягает семью. Приглашённые звёзды: Джей Кей Симмонс в роли Виктора, Дэйв Мэтьюс в роли Ллойда |            |                                                                                            |                    |                                                                  |                  |             |                     |
| 659 | 20         | «Я — просто девочка, которая не может сказать «Д’оу»» «I’m Just a Girl Who Can’t Say D’oh» | Майк Фрэнк Полчино | Джефф и Дженна Мартин                                            | 7 апреля 2019    | YABF12      | 1,61                |
| Когда недовольные актёры и съёмочная группа устраняют Ллевеллин Синклера от режиссуры «Оклахомы!», Мардж становится директором местного театра Спрингфилда. Она вооружённая сценарием Лизы о Джебидая Спрингфилде, напоминающей «Гамильтон». Тем временем Гомер присоединяется к классу «Папочка и я» с Мэгги, где ему нравится руководитель Хлоя… Приглашённые звёзды: Джон Ловитц в роли Ллевеллин Синклер, Джош Гробан в роли голоса поющего профессора Фринка, Джон Литгоу в роли самого себя, Okilly Dokilly — исполнители песни в конечных титрах                                                                                                 |            |                                                                                            |                    |                                                                  |                  |             |                     |
| 660 | 21         | «Чёрт, Канада» «D’oh Canada»                                                               | Мэттью Настук      | Тим Лонг и Миранда Томпсон                                       | 28 апреля 2019   | YABF14      | 1,93                |
| Во время семейного отдыха на Ниагарском водопаде Лиза случайно падает на канадскую сторону водопада. Девочке по ошибке предоставляют политическое убежище в Канаде. Когда Мардж отправляется спасать Лизу, они вынуждены пересматривать свою любовь к США в ненормальном политическом климате, когда они ориентируются в вежливом канадском пейзаже… Приглашённые звёзды: Лукас Мейер в роли Джастина Трюдо, Аквафина в роли доктора Ченг, Джуди Блум в роли самой себя |            |                                                                                            |                    |                                                                  |                  |             |                     |
| 661 | 22         | «Ю-ху, детектив?» «Woo-hoo Dunnit?»                                                        | Стивен Дин Мур     | Брайан Келли                                                     | 5 мая 2019       | YABF15      | 1,79                |
| Когда секретную пачку денег – так называемые сбережения на колледж Лизы – Мардж оставляет под раковиной, она пропадает без вести. Документальный криминальный сериал «Dateline: Springfield» углубляется в раскрытие дела, не оставляя камня на камне… Приглашённые звёзды: Уилл Форте в роли Короля Тут, Джеки Мейсон в роли Хаймана Крастовски, Лев Шрайбер в роли диктора, Кен Бёрнс в роли самого себя |            |                                                                                            |                    |                                                                  |                  |             |                     |
| 662 | 23         | «Кристально голубоволосое убеждение» «Crystal Blue-Haired Persuasion»                      | Мэттью Фонан       | Меган Амрам                                                      | 12 мая 2019      | YABF16      | 1,5                 |
| После того, как на работе Гомера урезают льготы на оздоровление детей, Мардж обращается к покупке исцеляющих кристаллов в качестве более дешевого решения для БАД для Барта. Мальчик начинает преуспевать в школе, побуждая Мардж открыть свою собственную империю кристаллов и продавать их наивным матерям в школе. Приглашённые звёзды: Вернер Херцог в роли Волтера Хотенхоффера, Иллеана Дуглас в роли кассирши «FAO Quartz», Дженни Слейт в роли Пайпер Пейсли |            |                                                                                            |                    |                                                                  |                  |             |                     |